# 27. јун
27. јун (27.6.) је 178. дан године по грегоријанском календару (179. у преступној години). До краја године има још 187 дана.

## Догађаји
- 1693 — Џон Дантон у Лондону објавио први женски часопис, Лејдис Меркури.
- 1743 — У рату за аустријско наслеђе британски краљ Џорџ II поразио Французе код Детингена, као последњи владар Велике Британије који је предводио трупе у бици.
- 1801 — Британске и турске трупе поразиле Французе и заузеле Каиро.
- 1844 — Џозеф Смит, амерички верски реформатор и оснивач Мормонске цркве, линчован у затвору у држави Илиноис.
- 1905 — Побуњени руски морнари преузели крстарицу Потемкин у Црном мору. Први масован излив незадовољства у руској царској армији током револуције, од 1905. до 1907. Редитељ Сергеј Ајзенштајн касније по том догађају снимио филм „Оклопњача Потемкин“.
- 1908 — У Црној Гори завршено суђење завереницима против књаза Николе I Петровића, Бомбашка афера. Од 52 оптужена, четири осуђена на смрт, а остали на казне од три до 20 година затвора.
- 1932 — У Сијаму после државног удара проглашен Устав и успостављена уставна монархија.
- 1943 — Амерички авиони у Другом светском рату бомбардовали грчку престоницу Атину, под немачком окупацијом.
- 1944 — Савезничке снаге у Другом светском рату заузеле француски град Шербур, важну луку на Ламаншу.
- 1946 — Министри спољних послова СССР, САД, Уједињеног Краљевства и Француске одлучили да Грчкој припадну Додеканеска острва, укључујући Родос, под италијанском управом до капитулације Италије 1943, потом под немачком окупацијом до 1945. Одлука потврђена мировним уговором у Паризу 10. фебруара 1947.
- 1950 — У ФНРЈ донет Закон о радничком управљању привредом, који се сматра почетком самоуправног модела, по којем се југословенски социјализам разликовао од совјетског модела.
- 1954 — У Обнинску, близу Москве, отворена прва нуклеарна електрана у свету.
- 1976 —
  - Палестински терористи у Грчкој отели авион Ер Франса с 246 путника и 12 чланова посаде и потом одлетели у Уганду (Ентебе). Таоци ослобођени акцијом израелских командоса 4. јула.
  - Генерал Антонио Рамаљо Јанеш изабран за председника Португалије на првим председничким изборима после полувековне фашистичке диктатуре Антонија де Оливеире Салазара.
- 1986 — Међународни суд у Хагу пресудио да су САД прекршиле међународно право помажући побуњенике у Никарагви.
- 1987 — У Београду се родио Милош Трајковић, прва беба зачета вантелесном оплодњом у Србији.[1]
- 1990 — 
  - У Книну основана Заједница општина Сјеверне Далмације и Лике
  - Грађански рат у Никарагви окончан церемонијалном предајом оружја контрареволуционарног контрашког покрета председници Виолети Бариос де Чаморо.
- 1991 — Два дана пошто је Словенија прогласила независност, Југословенска народна армија запосела граничне прелазе према Италији, Мађарској и Аустрији. Потом дошло до шестодневног рата с јединицама словеначке територијалне одбране. Према подацима Црвеног крста Југославије, погинуло 49 људи, међу њима највише регрута ЈНА.
- 1993 — САД с 23 крстареће ракете томахавк бомбардовале седиште ирачке обавештајне службе у Багдаду.
- 1997 —
  - Председник Таџикистана Имомали Рахмонов и вођа исламиста Саид Абдуло Нури потписали мировни уговор о окончању четворогодишњег грађанског рата у тој бившој совјетској републици.
  - На конференцији у Бриселу представници 95 земаља сагласили се о забрани употреба нагазних мина.
- 1999 — У циљу окончања седмогодишњег насиља, током којег је убијено око 100.000 људи, влада Алжира, на иницијативу председника Абделазиза Бутефлика, одобрила нацрт закона о амнестији муслиманских екстремиста.
- 2000 —
  - На састанку у главном граду Пољске представници 106 земаља усвојили Варшавску декларацију о перспективама развоја демократског поретка у свету. Конференција одржана на иницијативу Пољске и САД, а позив није упућен Кини, Бурми, Ираку, Југославији и неким другим земљама, у којима се, према оцени организатора, не поштују људска права. Југославија приступила Варшавској декларацији 2001, по паду режима Слободана Милошевића.
  - Уједињене нације објавиле да је сида усмртила 19 милиона људи у свету и процениле да ће од исте болести умрети половина тинејџера најсиромашнијих афричких земаља.
- 2001 — Више од милион људи окупило се да чује говор папе Јована Павла II на крају његове петодневне посете Украјини.
- 2004 — За председника Србије у другом кругу изабран лидер Демократске странке Борис Тадић.

## Рођења
- 1462 — Луј XII, краљ Француске (1498—1515). (прем. 1515)[2]
- 1550 — Шарл IX Валоа, краљ Француске (1560—1574). (прем. 1574)[3]
- 1869 — Ема Голдман, литванска анархисткиња и социјална филозофкиња. (прем. 1940)[4]
- 1876 — Иван Сарић, буњевачки пионир ваздухопловства и свестрани спортиста (атлетичар, рвач, бициклиста). (прем. 1966)
- 1880 — Хелен Келер, америчка списатељица, политичка активисткиња и педагошкиња. (прем. 1968)[5]
- 1928 — Ђорђе Лебовић, српски писац, драматург и сценариста. (прем. 2004)[6]
- 1931 — Мартинус Велтман, холандски теоријски физичар, добитник Нобелове награде за физику (1999).  (прем. 2021)[7]
- 1941 — Кшиштоф Кјешловски, пољски редитељ и сценариста. (прем. 1996)[8]
- 1942 — Видосав Стевановић, српски књижевник, сценариста, драматург и публициста.[9]
- 1946 — Мирољуб Лешо, српски глумац. (прем. 2019)[10]
- 1953 — Тања Бошковић, српска глумица.[11]
- 1955 — Изабел Ађани, француска глумица.[12]
- 1955 — Младен Андрејевић, српски глумац.[13]
- 1959 — Предраг Богосављев, српски кошаркаш.
- 1960 — Аксел Руди Пел, немачки музичар (хеви метал гитариста).[14]
- 1960 — Крејг Хоџиз, амерички кошаркаш и кошаркашки тренер.[15]
- 1966 — Џеј-Џеј Ејбрамс, амерички продуцент, сценариста и редитељ.[16]
- 1967 — Предраг Перуничић, српски рукометаш.[17]
- 1969 — Гала Виденовић, српска глумица.[18]
- 1971 — Сержињо, бразилски фудбалер.[19]
- 1975 — Тоби Магвајер, амерички глумац и продуцент.[20]
- 1976 — Вагнер Моура, бразилски глумац, редитељ, сценариста, продуцент и музичар.[21]
- 1977 — Раул Гонзалез, шпански фудбалер.[22]
- 1983 — Никола Ракочевић, српски глумац.[23]
- 1984 — Клои Кардашијан, амерички модел.[24]
- 1984 — Хосе Холевас, грчки фудбалер.[25]
- 1985 — Светлана Кузњецова, руска тенисерка.[26]
- 1985 — Нико Розберг, немачки аутомобилиста, возач Формуле 1.[27]
- 1986 — Сем Клафлин, енглески глумац.[28]
- 1987 — Ед Вествик, енглески глумац и музичар.[29]
- 1989 — Метју Луис, енглески глумац.[30]
- 1996 — Лорен Хауреги, америчка музичарка, најпознатија као чланица групе Fifth Harmony.[31]

## Смрти
- 1458 — Алфонсо V, краљ Арагоније, Сицилије, Сардиније, Корзике, Валенције и Мајорке и од 1442. и краљ Напуља. (рођ. 1396)[32]
- 1829 — Џејмс Смитсон, енглески хемичар. (рођ. отприлике 1765)[33]
- 1844 — Џозеф Смит, оснивач покрета Светаца последњих дана. (рођ. 1805)[34]
- 1910 — Петар Убавкић, српски вајар и сликар, родоначелник српског вајарства. (рођ. 1852)[35]
- 1987 — Ратко Дугоњић, правник, учесник Народноослободилачке борбе, друштвено-политички радник СФРЈ и СР БиХ, јунак социјалистичког рада и народни херој. (рођ. 1916)
- 1989 — Алфред Џ. Ајер, енглески филозоф. (рођ. 1910)[36]
- 1992 — Михаил Таљ, совјетско-латвијски шаховски велемајстор. (рођ. 1936)
- 1999 — Јоргос Пападопулос, лидер грчке војне хунте. (рођ. 1919)[37]
- 2001 — Џек Лемон, амерички глумац. (рођ. 1925)[38]
- 2017 — Душан Батаковић, српски историчар и дипломата. (рођ. 1957)[39]
- 2017 — Питер Л. Бергер, амерички социолог. (рођ. 1929)[40]

## Празници и дани сећања
- Српска православна црква слави:
  - Светог пророка Јелисеја
  - Светог Методија - патријарха цариградског
  - Светог Јована - митрополита евхаитског
  - Преподобног Нифонта
- Међународни дан поноса